# ISO 3166-2:RO
Az ISO 3166-2:RO egy földrajzi kódokat definiáló ISO szabvány; az ISO 3166-2 szabvány területeket és településeket leíró kódjai közül a Romániára vonatkozók tartoznak ide.
| Megye                              | Kód   |
| ---------------------------------- | ----- |
| Alba (Fehér)                       | RO-AB |
| Arad (Arad)                        | RO-AR |
| Argeș                              | RO-AG |
| Bacău (Bákó)                       | RO-BC |
| Bihor (Bihar)                      | RO-BH |
| Bistriţa-Năsăud (Beszterce-Naszód) | RO-BN |
| Botoșani                           | RO-BT |
| Brăila                             | RO-BR |
| Brașov (Brassó)                    | RO-BV |
| Buzău                              | RO-BZ |
| Caraș-Severin (Krassó-Szörény)     | RO-CS |
| Călărași                           | RO-CL |
| Cluj (Kolozs)                      | RO-CJ |
| Constanţa                          | RO-CT |
| Covasna (Kovászna)                 | RO-CV |
| Dâmboviţa                          | RO-DB |
| Dolj                               | RO-DJ |
| Galaţi                             | RO-GL |
| Giurgiu                            | RO-GR |
| Gorj                               | RO-GJ |
| Harghita (Hargita)                 | RO-HR |
| Hunedoara (Hunyad)                 | RO-HD |
| Ialomița                           | RO-IL |
| Iași                               | RO-IS |
| Ilfov                              | RO-IF |
| Maramureș (Máramaros)              | RO-MM |
| Mehedinţi                          | RO-MH |
| Mureș (Maros)                      | RO-MS |
| Neamţ                              | RO-NT |
| Olt                                | RO-OT |
| Prahova                            | RO-PH |
| Sălaj (Szilágy)                    | RO-SJ |
| Satu Mare (Szatmár)                | RO-SM |
| Sibiu (Szeben)                     | RO-SB |
| Suceava                            | RO-SV |
| Teleorman                          | RO-TR |
| Timiș (Temes)                      | RO-TM |
| Tulcea                             | RO-TL |
| Vâlcea                             | RO-VL |
| Vaslui                             | RO-VS |
| Vrancea                            | RO-VN |

| Municípium | Kód  |
| ---------- | ---- |
| Bukarest   | RO-B |

## Lásd még
- ISO 3166
- ISO 3166-1
- Románia megyéi

## Külső hivatkozások
- Románia jelenlegi és történelmi megyéi (angolul), Statoids.com
- Románia megyéi ISO-kóddal, NUTS-kóddal, és irányítószámmal